# Tephritis carcassa
Tephritis carcassa är en tvåvingeart som beskrevs av Dirlbek och Dirlbekova 1974. Tephritis carcassa ingår i släktet Tephritis och familjen borrflugor. Inga underarter finns listade i Catalogue of Life.